# Nýrovce
Nýrovce (hongrois : Nyírágó) est un village de Slovaquie situé dans la région de Nitra.

## Histoire
Première mention écrite du village en 1247.

## Démographie

### Évolution de la population
| Année:               | 1994. | 2004.   | 2014.   | 2024.   |
| -------------------- | ----- | ------- | ------- | ------- |
| Nombre de personnes: | 587   | 569     | 525     | 499     |
| Différence:          |       | -3,06 % | -7,73 % | -4,95 % |

| Année:               | 2023. | 2024.   |
| -------------------- | ----- | ------- |
| Nombre de personnes: | 507   | 499     |
| Différence:          |       | -1,57 % |